# Садово-парковые ансамбли Китая в эпоху Западная Хань
Сад в китайской культуре занимает особое место. Он является отражением культурной традиции миропонимания, со своей спецификой философско-религиозного, эстетического и этического видения мира. Особенности китайских садов состоят в качественно ином, отличном от европейского, подходе к системе взаимоотношений человека с миром. Это своего рода «наглядное пособие», модель взаимоотношений людей и природы, реализованная китайской культурной традицией.
Уже в древнейшем каноне — «Книге Песен» — имелось упоминание о «радости парка». В древности значение садов и парков осмыслялось совсем иначе. В наиболее ранних сообщениях о парках говорится как о показателе императорской власти и её священства. Так, мифические цари Китая, по преданию, держали в прудах своих парков двух драконов, а реальные правители древнекитайских царств населяли дворцовые парки жертвенными животными и редкими зверьми. Этот обычай являлся смутным напоминанием о тех священных узах, которые связывают человека и животный мир в первобытной религии.
После распада империи Цинь сожженный пожаром Сяньян превратился в руины, династия Западная Хань выбрала своей столицей Чанъань, расположенный к юго-востоку от Сянъяна. Дворцовый ансамбль династии Западная Хань был колоссален, в городском районе Чанъани лишь два дворца составляли треть общей площади всего города.
Государственная мощь и строительство парков достигли своей вершины в одно и тоже время в период правления Ханьского У-ди (140-87 гг. до н. э.). Для демонстрации исключительного авторитета императора У-ди лично контролировал строительство парка Шанлиньюань (кит. 上林苑). Такие грандиозные масштабы парков были крайне редки и в последующие времена.

## Шанлиньюань
Шанлиньюань (кит. трад. 上林苑, пиньинь shanglinyuan, буквально: «парк Шанлинь») располагался к югу от города Чанъань, он начинался на севере от южного берега реки Вэй и заканчивался на юге у подножия горы Чжуннаньшань (終南山), длина стены вокруг него достигла около 130-160 км, он включал северные склоны горы Чжуннаньшань и южные склоны горы Цзюцзюньшань, восемь крупных рек в центре Шаньси простирались вдоль него с юга на север, один только искусственно прорытый водоём Куньмин (昆明) имел площадь в 150 гектаров, на нем можно было проводить учения военно-морского флота. В парке построили 12 дворцовых ансамблей. Парк Шанлиньюань с различными фруктовыми и декоративными деревьями для любования, с массой редких видов птиц и диковинных животных можно назвать огромным ботаническим садом или зоопарком. Историк династии Западная Хань Сыма Сянжу, описывая парк Шанлиньюань, так гиперболизировал его размеры: в его самом южном месте растет все сущее, в его самом северном месте и летом студеный воздух и промерзлая земля. Парк Шанлиньюань был самым крупным садово-парковым комплексом в истории.

## Сиханьюаньюмин
Сиханьюаньюмин (кит. трад. 西漢苑囿名, пиньинь xihanyuanmingyuan, буквально: «парк Западной Хань»). 
В начале эпохи Западная Хань территория этого парка была разрешена для работ земледельцев. На третий год правления У-ди (138 г. до н. э.), он забрал этот сад себе и увеличил его, с юго-востока территорию увеличили до Ичунь (кит. 宜春) (сейчас находится в г. Сиань), с юго-запада до Чанъян, Уцзо (五柞) (сейчас находится в юго-восточной части Сичжоу (西周)), с севера протекает река Вэй, захватывая дворец Хуаншаньгун (黃山宮), в южной части г. Синпин (кит. 興平).
Площадь сада примерно равна 170 км², обнесённая стеной, в которой 12 различных ворот; сад состоял из 36 различных частей, в каждой из которых можно было увидеть дворец, пруд и различные комбинации садово-паркового ансамбля. Там разводили много необычных цветов и чудесных деревьев, а также много необычных животных и птиц, для того, чтобы император и придворные, богатые чиновники могли любоваться и охотиться в этом саду.

## Ичуньюань
Ичуньюань (кит. трад. 宜春苑, пиньинь yichun yuan, буквально: «весенний сад»)
Сад построен в эпоху Цинь. Существовал при Хань. Бывшее местонахождение — нынешняя провинция Шэньси, г. Сиань (южн. ч.), рядом с прудом Цюйцзян (кит. 曲江池). В саду было много островков, речушек, пересекающих друг друга, на юго-западе возвышался дворец Ичуньгун (кит. 宜春宮), вокруг него было много бамбуковых зарослей, благоуханных деревьев. Особенно красиво там было весной, поэтому этот сад так и называется Ичуньюань. 
В эпоху Хань этот сад также называется Ичунься (кит. 宜春下). Сад Ичунься находится на юго-востоке столицы. В эпохи Суй и Тан на базе старого сада сделали новый сад, территория была расширена, главными функциями сада оставались развлечения и прогулки».

## Кайчжоу
Кайчжоу (кит. трад. 愷洲, пиньинь kaizhou, палл. островок развлечений). 
Построен еще в эпоху Цинь в столице Сянъян (кит. 咸陽). Находился в «Ичуньюань», старое местонахождение — сегодняшняя южная часть города Сиань, рядом с прудом Цюйцзян. Здесь местность очень низменная, из-за чего здесь пребывает вода. В эпоху Цинь называется Кайчжоу. В саду было много рек и прудов, а также длинных островков.
В период династии Хань сад стал главной достопримечательностью Чанъань, позже его расширили; У-ди всегда гулял и развлекался там. Во время 2 года правления (47 г. д.н.э.), сад был отдан бедным людям, так что в то время Кайчжоу был распахан. В эпоху Тан сад с островком был построен снова, где открывался известный вид на пруд Цюйцзян.

## Шоуцюань
Шоуцюань (кит. трад. 獸圈, пиньинь shouquan, буквально: «загон для животных»).
Загон построен ещё в эпоху Цинь, место в Шанлиньюань для разведения и содержания свирепых животных. Как-то Циньский ван пригласил сына государства Вэй (魏) к себе в гости, он даже послал ему ценные дары и бумаги, но тот прийти не смог. Циньский ван был очень зол из-за того, что тот не приехал и приказал запереть Чжухая (朱亥) в загон к животным. Чжухай смотрел на животное, выпучив глаза настолько, что кровь выбрызнула из его глаз на морду животного, но животное даже не пошевельнулось». Это было как раз в этом саду.
Ханьская эпоха соблюдала правила Цинь, они установили загоны с тиграми, львами и другими животными в саду Шанлинь для принцев и богатых чиновников, чтобы они могли любоваться животными и получать удовольствие.

## Нюшоучи
Нюшоучи (кит. трад. 牛首池, пиньинь niushou chi, буквально: «коровья голова»)
Эпоха Хань. Столица Чанъань. Другое название – Моушоучи (кит. 牟首池). Является одним из 10 прудов в парке Шанлинь. В «Саньфу Хуанту» говорится, что «Нюшоучи находится на западе Шанлинь».

## Сицзяоюань
Сицзяоюань (кит. трад. 西郊苑, пиньинь xijiao yuan, буквально: «сад на западных окраинах»).
Западная Хань, город Чанъань. Так как на протяжении эпохи Хань стены города Чанъань находились на западных окраинах, потому этот сад так и называется. Сад в Сицзяо был у подножия горы, обнесенный стеной в 400 ли, в нём насчитывалось около 300 дворцовых построек.

## Саньшилююань
Саньшилююань (кит. трад. 三十六苑, пиньинь sanshiliu yuan, буквально: «36 садов»).
Западная Хань. Сад для выгула лошадей. Конюх при императорском дворе построил 36 садов, некоторые сады находились на севере, некоторые на западе, были наняты на работу молодой мужчина (пастух, конюх), который следил за садом, а также 30000 слуг, у которых было 300000 лошадей. Каждый из 36 садов имел своего смотрителя и назвался именем жилища каждого из них, каждый сад имел своего управляющего, который руководил конюхами при императоре и занимался внутренними делами.

## Хуаншаньюань
Хуаншаньюань (кит. трад. 黃山苑, пиньинь huangshan yuan, буквально: «сад на жёлтой горе»).
Западная Хань. Столица в нынешней провинции Шэньси, на полкилометра севернее города Синпин (кит. 興平).

## Юйсююань
Юйсююань (кит. трад. 禦羞苑, пиньинь yuxiu yuan, буквально: «парк императорской скромности»).
Западная Хань. Столица Чанъань. Имеется несколько точек зрения о местонахождении сада. В «Ханьшу, Байгуань гунцин бяо» говорится, что «сад находится в Яньтяне (кит. 鹽田), земля там очень плодородная, там выращивалось много продуктов для подношения императору». В древних комментариях Яньши(кит. 顏師)говорится: «Юйсю (禦宿)находится на месте южной части стены нынешнего г. Чанъань, которое сегодня называется Юйсучуань (禦宿川), но оно не находится в Яньтяне, сю (羞) и сю (宿) звучат очень похоже». Юйсююань имеет свои правила, смотрители этого сада были под надзором человека на должности лейтенанта.

## Чжаосянюань
Чжаосянюань (кит. трад. 昭祥苑, пиньинь zhaoxiang yuan, буквально: «сад чистоты и благоприятности»).
Западная Хань. Столица Чанъань. Этот сад находится на западе дворца Ганьчжогун (кит. 甘桌宮), территория сада 40км². Многие царства преподносили свои подарки государю в этом месте.

## Лиюань
Лиюань (кит. трад. 梨園, пиньинь liyuan, буквально: «грушевый сад»)
Западная Хань, столица Чанъань, отдалённо от Цзяоюаньлинь (кит. 郊園林). Этот сад находится под местностью Чэсянбань (кит. 車箱阪), здесь всегда свежо, зелено, густой лес, сейчас этот сад находится на территории Шэньси в уезде Чуньхуа.

## Юйсуюань
Юйсуюань (кит. трад. 禦宿苑, пиньинь yusuyuan, буквально: «парк императорских покоев»).
Западная Хань, столица Чанъань. Находится в нынешнем городе Сиань, уездах Вэй (кит. 韋) и Ду (кит. 杜), с юго-востока Цзянцунь (кит. 江村), на северо-запад Тапо (кит. 塔坡), протяжённость с востока на запад 15 км. Рядом, на юге, здесь располагаются горы Чжуннаньшань (кит. 終南山), на севере есть песчаная насыпь, на юге равнина Шэньхэ (кит. 神禾), бурные воды оранжевого цвета. В «Чанъань чжиту» (長安志圖) Лихао писал: «Поднимаю голову и вижу много всего; я смотрю вниз и вижу в истоке бурной оранжевой воды чистую воду; лес настолько высок, что закрывает небо, а тонкий бамбук закрывает солнце! Это одно из самых прекрасных мест в мире, удивительно красивое место». Старое название этого места Куанчуань (кит. 寬川); во времена династии Ранняя Хань местность, подаренная генералу Фанькуаю (кит. 樊噲) называлась Фаньчуань (кит. 樊川). За счет шикарного вида, в эпоху Хань, это было очень популярным местом в столице Чанъань. Ханьский У-ди любил приходить в этот сад, гулять и жить здесь, поэтому этот сад называется Юйсуюань, "сад императорских покоев". В эпоху Хань в саду Юйсуюань был построен дворец，сад был разделен на несколько частей.

## Сысяньюань
Сысяньюань (кит. трад. 思賢苑, пиньинь sixianyuan, палл. сад размышлений)
Западная Хань, столица Чанъань. Ханьский император Вэньли, когда принимал гостей, то принимал их здесь. В саду был зал с 6 комнатами, все комнаты для гостей, огромные, но очень комфортабельные, с изысканными ширмами. Местонахождение сада неизвестно.

## Бованъюань
Бованъюань (кит. трад. 博望苑, пиньинь bowangyuan, буквально: «сад углублённого созерцания»)
Сад эпохи Западная Хань, столица Чанъань. Ханьский У-ди построил этот сад для своего преемника. Когда наследник взошёл на престол, был построен этот сад, чтобы приглашать сюда гостей для развлечений. Сад называется Бованъюань, так был местом для созерцания и раздумий. На второй год правления Чэн-ди (31 г.) сад был закрыт для всех, кроме приближённых императора. Сад находился на юге города Чанъань, за воротами Тумэнь (кит. 杜門). На северной стороне пруда Куньмин (кит. 昆明) была построена белая беседка Бован (кит. 博望).

## Юэюйюань
Юэюйюань (кит. трад. 樂游苑, пиньинь yueyuyuan, буквально: «сад весёлых прогулок»)
Эпоха Западная Хань, столица Чанъань. Бывшее местонахождение — нынешняя провинция Шэньси, город Сиань, на северо-западе Дулин (кит. 杜陵). В саду Юэюй сами по себе росли деревья, под деревьями росла люцерна. Во времена эпохи Тан при принцессе Тайпин были построены беседки и павильоны для удельных князей, потом император подарил их королям Нин (кит. 甯), Шэнь (кит.-申), Ци (кит. 岐), Сюэ (кит. 薛), которые расширили территорию сада. Этот сад стал танской достопримечательностью столицы Чанъань, во время праздников мужчины и женщины императорского дворца приезжали сюда, это было очень оживлённое место.

## Ганьцюаньюань
Ганьцюаньюань (кит. трад. 甘泉苑, пиньинь ganquanyuan, буквально: «сад сладостного источника»)
Западная Хань, столица Чанъань. Нынешняя провинция Шэньси, Чуньхуа, северо-запад уезда Ганьцюань. От этого сада до Юньян (云陽) 380 км, площадь сада 540 км. В саду находится больше 100 дворцовых построек, главные дворцы Сяньжэнь (кит. 仙人), Шицюэ (кит. 石闕) и Фэнлуань (кит. 封巒), и другие. Здесь необычайно красиво, воздух очень комфортный, приятный, прохладный, в ханьскую эпоху, когда было очень жарко, люди приходили сюда, чтобы прохладиться.

## Ичуньсяюань
Ичуньсяюань (кит. трад. 宜春下苑, пиньинь yichunxiayuan, буквально: «весенний сад»)
Западная Хань, столица Чанъань. Сад Ичунь — это то же место, что и в эпоху Цинь, только в эпоху Западной Хань. Находится на юго-востоке Цзинчэна (кит. 京城), в сегодняшнем городе Сиань на юго-востоке, окраина у пруда Цюйцзян, является очень известной достопримечательностью. На западной части сада находятся развалины дворца Ичуньгун (кит. 宜春宮) циньского времени, в саду большую площадь занимают восхитительные виды на водное пространство пруда Цюйцзян. Согласно документу Ханьский У-ди часто ходил в этот сад на прогулки и развлекаться там. В 47 г. Ханьский Вэнь-ди отдал это место для работ крестьян.

## Чжаото вангун нэйюй хуаюань
Чжаото вангун нэйюй хуаюань (кит. трад. 趙佗王宮內御花園, пиньинь zhaotuowanggongnei yuhuayuan, буквально: «личный сад князя Чжаото»)
Находится в городе Гуанчжоу, севернее улицы Чжуншань, Гуанчжоуский отдел культуры Чжаотогун, восточная часть, район рядом с улицей Чжунъю (кит. 忠右). Археологические находки в июле-декабре 1997 года, нашли длинный, в 180 ли, изогнутый, закрученный канал, который протекал с севера на юг, поворачивая на восток; этот канал втекал в пруд в форме месяца, вытекая на запад; очень запутанный канал; он пересекал развалины; канал был сделан руками человека. Внутри этого канала, что являлся дренажной канавой была сделана специальная конструкция, которая позволяла делать искусственную волну, создавая иллюзию водного пейзажа, рядом был обнаружен большой фундамент здания и много разбитой черепицы с надписями «Вань суй» (кит. 萬歲), (которые, возможно, остались от конструкций для разгона воды),черепками облицовывали колодцы, на территории дворца и парка, внутри колодца был обнаружен обугленный грунт и разломанные доски, что говорит о том, что парк был разрушен в результате пожара. В «Ханьшу» говорилось, что люди приплыли на кораблях и подожгли парк, а также, залезали на стены парка и оттуда бросали горящие предметы. В саду 300 м2 составляло каменное покрытие вместо земли, там стояла каменная стела, на которой был высечен иероглиф ”番” (фань, «иностранный»), это название было высечено, чтобы показать, что во времена Цинь и Хань в этом месте находилось здание, полностью сделанное из камня. В саду было много разбитых кирпичей для земли, В колодце было сделано дно из керамики. Также в колодце были обнаружены сломанные ограждения, которые также были сделаны из керамики. Для пояснения, этот сад был построен по очень чёткому, тщательному плану.

## Лянъюйтуюань
Лянъюйтуюань (кит. трад. 梁玉兔園, пиньинь Liangyutuyuan, буквально: «сад нефритового зайца Лян») 
Также известен под именами ”Туюань (кит. 兔苑)”, ”Лянъюань (кит. 梁園)”, ”Лян юань (кит. 梁苑)”, ”Дунъюань (кит. 東苑)”. В эпоху Западная Хань считался самым известным императорским парком. Это место было создано в эпоху Западной Хань, во времена правления Цзин-ди. В древности сад находился в нынешней провинции Хэнань на востоке Шанцю (кит. 商丘), к юго-востоку от города Кайфын. В «Ханьшу, Жизнеописание Лянсяована (кит. 梁孝王)» говорится, что «Сянван построил сад площадью в 300 ли,ширина города Суйян (кит. 睢陽) 70 ли, огромный дворцовый комплекс, если идти не по главной дороге, то от Гунляньшу (кит. 宮連屬) до Пинтай (кит. 平台) расстояние в 30 ли. Лянсяован любил в этом саду пиршествовать, он построил роскошный дворец и сад, а также в этом саду была гора «Белого Журавля», на этой горе камни напоминали настоящий утёс, с пещерой Цилун (кит. 栖龍), также в саду был пруд, в пруду был «Журавлиный островок» и остров Диких уток».Все дворцовые постройки соединены между собой и в общей сложности образуют несколько десятков ли.На деревьях растет множество необычных плодов, много странных животных и необычных птиц, конечно же, обитают в этом саду. Согласно легенде, «знаменитый учёный Сыма Сянжу (司馬相如) и Мэй Чэн (枚乘) (поэт династии Хань) были частыми гостями в этом саду. В это время были написаны их выдающиеся произведения и поэтические эссе, принёсшие им славу. Задняя часть парка была разрушена, осталась только смотровая башня, которая называлась «Лянвантай» (кит. 梁王台). На протяжении долгого времени многие деятели культуры, писатели воспевали этот сад в своих произведениях.

## Юаньгуанханьюань
Юаньгуанханьюань (кит. трад. 袁廣漢園, пиньинь yuanguanghanyuan, буквально: «парк господина Юаньгуанханя»)
Парк эпохи Западная Хань. Собственный парк города Чанъань. Находится в сегодняшнем г. Сиань, на северо-востоке округа Синпин (кит. 興平). Сад построен во времена правления Ханьского У-ди. Сад был построен очень богатым человеком, которого звали Юаньгуанхань, поэтому сад так и назывался. Он распорядился построить этот сад у подножия горы, с востока на запад в 4 ли, с юга на север в 5 ли, в этот сад проникало много воды. Гора была насыпана из камней, высота горы составляла 10 чжан, в ширину несколько ли. Здесь разводили попугаев, фиолетовых уток, яков, зелёных носорогов, все необычные животные содержались вместе в этом саду. Очень часто в этом саду встречались насыпи из песка, которые образуют остров; а также быстрые ручейки с волнами; много чаек и журавлей; маленьких птичек и новорожденных птенцов; лес медленно простирается к пруду. Чудесные деревья, много люцерны; растительность была настолько плотно, настолько густа, что уже было невозможно что-либо ещё посадить. Все здания расположены по кругу, то есть с общим двором, павильон был украшен крыльцом; двигаясь, тень от солнца не могла попасть везде. Все сделано очень искусно и с большим размахом. Всего: цветов, деревьев, животных и птиц очень много в этом саду. Ни один сад не может сравниться с этим личным садом. Позже, так как Юаньгуанхань был посажен в тюрьму, то этот сад перешёл правительству и из этого сада всех животных, птиц, деревья, траву переместили в Шанлиньюань.